# LOVElution
LOVElution(러블루션)은 2023년 모드하우스에 의해 결성된 대한민국의 걸 그룹 트리플에스의 세 번째 서브 유닛이다. 구성원은 신위, 박소현, 서다현, 니엔, 윤서연, 공유빈, 카에데, 정혜린으로 이루어져 있다. 이 8인조는 2023년 8월 17일 EP 음반 ↀ와 함께 데뷔했다.

## 구성원
| 이름   | 소개                                                                                           |
| ------ | ---------------------------------------------------------------------------------------------- |
| 신위   | - 본명: 저우신위(周心语) - 출생일: 2002년 5월 25일(22세) - 출생지: 중화인민공화국 베이징시     |
| 박소현 | - 출생일: 2002년 10월 13일(22세) - 출생지: 대한민국 서울특별시 송파구 잠실동                   |
| 서다현 | - 출생일: 2003년 1월 8일(22세) - 출생지: 대한민국 부산광역시 수영구 - 포지션: 메인보컬         |
| 니엔   | - 본명: 쉬니엔츠(許念慈) - 출생일: 2003년 6월 2일(21세) - 출생지: 중화민국 타이베이시          |
| 윤서연 | - 출생일: 2003년 8월 6일(21세) - 출생지: 대한민국 대전광역시 중구                              |
| 공유빈 | - 출생일: 2005년 2월 3일(20세) - 출생지: 대한민국 경기도 용인시 기흥구                         |
| 카에데 | - 본명: 야마다 카에데 - 출생일: 2005년 12월 20일(19세) - 출생지: 일본 도야마현 도야마시        |
| 정혜린 | - 출생일: 2007년 4월 12일(18세) - 출생지: 대한민국 대구광역시 수성구 황금동 - 포지션: 메인댄서 |

## 디스코그래피

### EP
- ↀ - 2023년 8월 17일 발매

### 싱글
- Girls' Capitalism (LOVElution의 노래) - 2023년 (음반: ↀ)